# Caecum brasilicum
Caecum brasilicum là một loài ốc biển nhỏ, là động vật thân mềm chân bụng sống ở biển trong họ Caecidae.

## Miêu tả
Độ dài vỏ lớn nhất ghi nhận được là 4 mm.

## Môi trường sống
Độ sâu nhỏ nhất ghi nhận được là 2 m. Độ sâu lớn nhất ghi nhận được là 24 m.